# Nitrianska Blatnica
Nitrianska Blatnica (bis 1948 slowakisch „Šarfia“ – bis 1927 „Šárfia“; ungarisch Nyitrasárfő) ist eine Gemeinde im Westen der Slowakei mit 1235 Einwohnern (Stand 31. Dezember 2024) und gehört zum Okres Topoľčany, einem Kreis des Nitriansky kraj.

## Geographie
Die Gemeinde befindet sich im Nordwestteil des Hügellandes Nitrianska pahorkatina, einem Teil des slowakischen Donautieflands am Fuße des Inowetz. Sie wird vom Bach Blatnica im Flusssystem Nitra durchflossen. Das Ortszentrum liegt auf einer Höhe von 242 m n.m. und ist 18 Kilometer von Topoľčany entfernt.
Nachbargemeinden sind Hubina im Norden, Vozokany im Osten, Krtovce im Südosten, Veľké Ripňany im Süden und Radošina im Westen.

## Geschichte

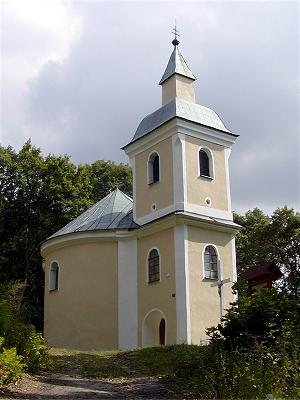
Georgsrotunde im Wald oberhalb des Ortes

Der Ort wurde zum ersten Mal 1185 als Sarfew schriftlich erwähnt, als ein gewisser Stojslav den kleinen Gutsbesitz dem Kloster am Zobor überließ. Im 15. Jahrhundert gehörte der Besitz den Adligen von Ludanice. Zu dieser Zeit stand in der Gemeinde eine kleine Burg; zudem hatte sie das Recht, mittwochs einen Markt zu veranstalten. Von der Neuzeit bis zur Abschaffung der Leibeigenschaft waren folgende Geschlechter beziehungsweise Familien Gutsbesitzer: zuerst Herrschaftsgut von Lewenz, danach Solymós und Esterházy (16. Jahrhundert), Héderváry, Hunyadi (17. Jahrhundert), Vay, Plathy, Pálffy sowie das Bistum Neutra (18. Jahrhundert) und Zerdahely, Leonhard sowie weitere im 19. Jahrhundert. 1787 hatte die Ortschaft 81 Häuser und 543 Einwohner, 1828 zählte man 92 Häuser und 638 Einwohner, die von Landwirtschaft und Obstbau lebten. Es gab zudem eine Säge im Ort.
Bis 1918 gehörte der im Komitat Neutra liegende Ort zum Königreich Ungarn und kam danach zur Tschechoslowakei beziehungsweise heute Slowakei.

### Name
Der Name weist auf ein vernässtes oder sumpfiges Gelände hin, da slowakisch blato und ungarisch sár sich mit dem deutschen Wort Schlamm übersetzen lassen. 1948 wurde der vom Ungarischen stammende Name Šarfia aus nationalpolitischen Gründen nach Nitrianska Blatnica (nach Lage bei Nitra, da ein Ort namens Blatnica bereits existierte) geändert.

## Bevölkerung
| Jahr                | 1994 | 2004    | 2014    | 2024    |
| ------------------- | ---- | ------- | ------- | ------- |
| Anzahl der Personen | 1148 | 1207    | 1230    | 1235    |
| Unterschied         |      | +5,13 % | +1,90 % | +0,40 % |

| Jahr                | 2023 | 2024   |
| ------------------- | ---- | ------ |
| Anzahl der Personen | 1250 | 1235   |
| Unterschied         |      | −1,2 % |

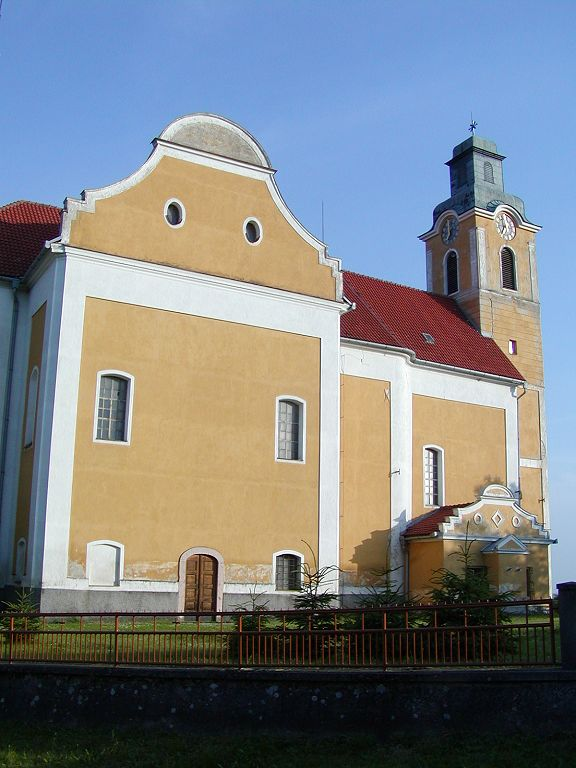
Kreuzerhöhungskirche

Nach der Volkszählung 2011 wohnten in Nitrianska Blatnica 1192 Einwohner, davon 700 Slowaken, vier Tschechen und jeweils ein Magyare und Roma. 59 Einwohner machten diesbezüglich keine Angabe. 1020 Einwohner bekannten sich zur römisch-katholischen Kirche, 31 Einwohner zur evangelischen Kirche A. B., jeweils zwei Einwohner zur griechisch-katholischen Kirche sowie zur orthodoxen Kirche und jeweils ein Einwohner zur evangelisch-methodistischen Kirche sowie zur tschechoslowakischen hussitischen Kirche; fünf Einwohner bekannten sich zu einer anderen Konfession. 57 Einwohner waren konfessionslos und bei 73 Einwohnern wurde die Konfession nicht ermittelt.

## Bauwerke und Denkmäler
- Im Wald unterhalb des Bergs Marhát liegt die Georgsrotunde (slowakisch Rotunda svätého Juraja), die nach archäologischen Untersuchungen bereits im 9. Jahrhundert nahe einer Siedlung entstand und im 11. Jahrhundert im romanischen Stil neu gestaltet wurde. Das heutige barocke Aussehen stammt aus dem Jahr 1655
- römisch-katholische Kreuzerhöhungskirche im klassizistischen Stil aus dem Jahr 1820
- Landschloss aus dem Jahr 1578, im 18. und 19. Jahrhundert umgebaut
- zwei Bastionen aus der alten Festung, heute Wirtschaftsgebäude